# Eumerus rufitibiis
Eumerus rufitibiis är en tvåvingeart som beskrevs av Sack 1922. Eumerus rufitibiis ingår i släktet månblomflugor, och familjen blomflugor.
Artens utbredningsområde är Taiwan. Inga underarter finns listade i Catalogue of Life.